# 林啓介
林 啓介（はやし けいすけ、1987年9月7日 - ）は、福井県鯖江市出身の元プロ野球選手（投手）。

## 経歴

### プロ入り前
福井県鯖江市出身。福井県立福井商業高等学校時代はエースとして2005年の甲子園に春・夏連続出場。チームメイトだった齊藤悠葵と共に「右の林、左の齊藤」のツインタワーと称される一方で、春の大会では、ストレートが最速で145km/hを記録した。
同年の高校生ドラフト会議で千葉ロッテマリーンズに2巡目で指名を受けて入団。「入団後数年後に先発ローテーションの柱となる素材」として期待された。なお、このドラフトでは齊藤も広島東洋カープからの3巡目指名を受けて入団している。

### ロッテ時代

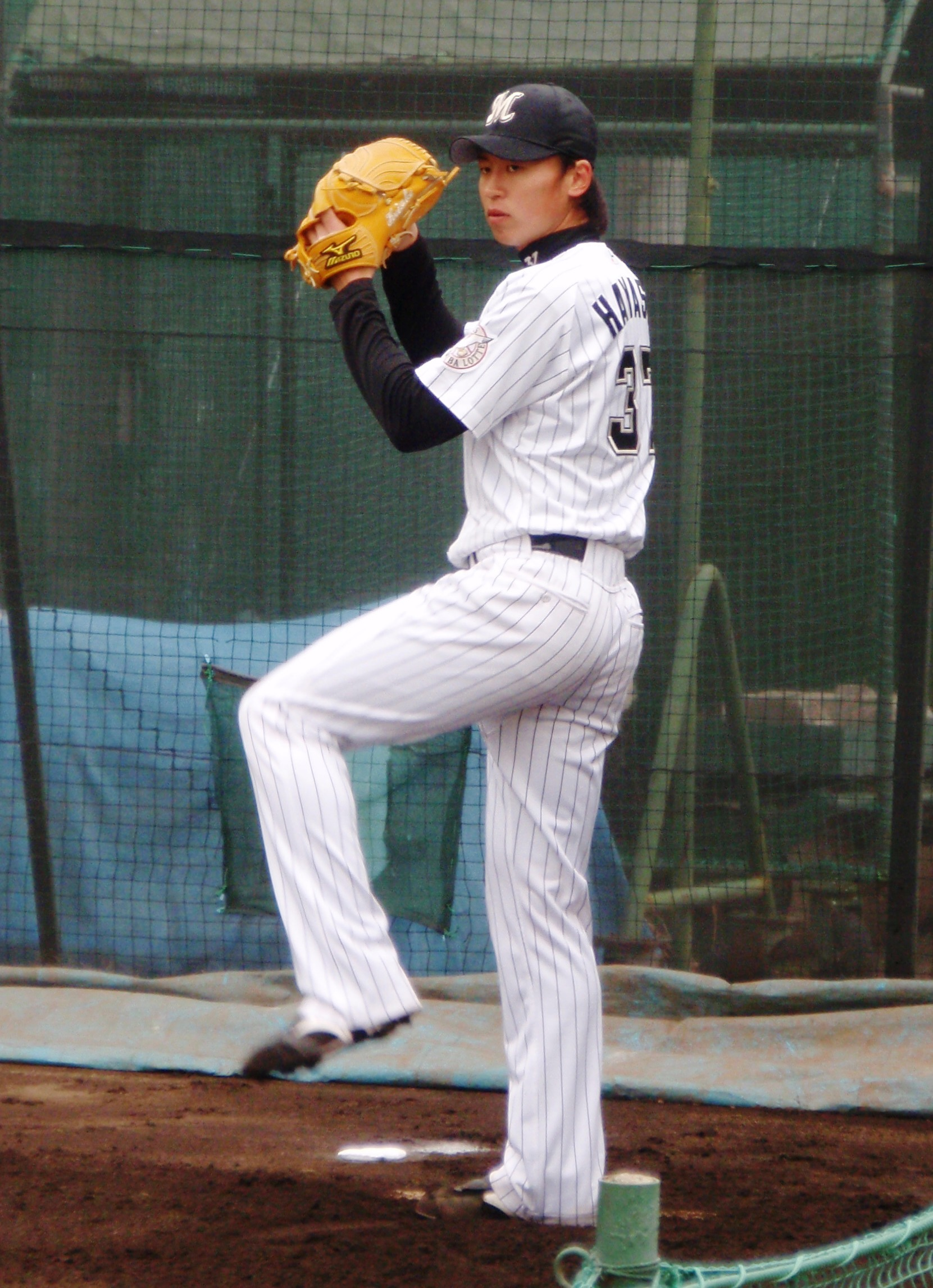
ロッテ時代（2010年3月4日、ロッテ浦和球場）

2006年には、イースタン・リーグで公式戦12試合に登板。0勝0敗、防御率6.75という成績を残した。シーズン終了後には、この年から9年振りに再開された ハワイ・ウィンターリーグへ派遣された。
2007年には、イースタン・リーグ公式戦7試合に登板。0勝2敗、防御率9.18に終わった。
2008年は、イースタン・リーグ公式戦5試合の登板で、0勝0敗、防御率11.81。素材の高さを評価される一方で、制球力の悪さを指摘されていた。
2009年は、一・二軍を通じて、公式戦への登板機会がなかった。しかし、2010年は、イースタン・リーグの公式戦で25試合に登板。シーズン通算の成績こそ1勝3敗7S、防御率8.00であったが、フレッシュオールスターゲームにはイースタン選抜の一員として初めて登板した。
2011年は、イースタン・リーグの公式戦で、入団以来自己最多の30試合に登板。0勝2敗0Sながら、防御率は自己最高の3.27を記録した。
2012年には、イースタン・リーグの公式戦14試合に登板。0勝1敗0S、防御率4.50の成績を残したが、一軍へ昇格する機会のないまま、10月7日に戦力外を通告された。

### 阪神時代
ロッテからの戦力外通告後に12球団合同トライアウトを受験。2012年12月5日に、阪神タイガースが育成選手としての契約したことを発表した。背番号は117。
2013年には、7月23日に支配下登録選手へ復帰するとともに、背番号を98に変更。しかし、復帰後も一軍公式戦への登板機会がないまま、10月1日に球団から自身2度目の戦力外通告を受けた。阪神在籍中の成績は、ウエスタン・リーグ公式戦25試合の登板で、0勝0敗0S、防御率6.38。

### 社会人野球時代
2014年からは西濃運輸に入社、同社の硬式野球部に所属したが、翌2015年の第86回都市対抗野球大会終了後に退部した。

### 現役引退後
西濃運輸を退社後は、東京都内に就労移行支援事業所を開設し代表を務めている。

## プレースタイル・人物
最速152km/hの速球とキレ味鋭いスライダーが武器。
ロッテ時代には、2006年まで同姓の林孝哉も在籍していたため、新聞やスコアボード上などでは「林啓」と表記されていた。阪神入団後の2013年には、かねてから林威助（リン・ウェイツゥ）が日本人選手扱いで在籍していたことから、名字の読みは異なるものの「林啓」と表記されていた。ちなみに林威助も、林と同時に戦力外通告を受けている。

## 詳細情報

### 年度別投手成績
- 一軍公式戦出場なし

### 背番号
- 37 （2006年 - 2012年）
- 117 （2013年 - 同年7月22日）
- 98 （2013年7月23日 - 同年終了）